# Burang
Burang ou Purang (em tibetano: སྤུ་ཧྲེང་རྫོང་།; Wylie: spu hreng; pinyin tibetano: Purang; chinês tradicional: 普蘭鎮, chinês simplificado: 普兰镇, pinyin: Pǔlán Zhèn; em nepali: तकलाकोट; romaniz.: Taklakot) é uma cidade da prefeitura de Ngari da região autónoma do Tibete da China. É a capital do distrito homónimo e em 2000 tinha 5 026 habitantes.
O nome tibetano da cidade (spu hreng) é uma corruptela das palavras 
da língua extinta zhang-zhung "pu hrang", que significa "cabeça de cavalo". Os indianos e nepaleses chamam-lhe Takalākoț, do tibetano Takla Kar, o nome dum antigo dzong (forte) existente na cidade.

## História
Burang é um antigo entreposto comercial e segundo a tradição, é o local onde viveu Sudhana, uma encarnação de Buda ou um discípulo de Shakyamuni. Num penhasco acima da cidade erguiam-se um grande dzong (forte), o Tegla Kar ("Forte do Tigre Deitado") e o Mosteiro de Simbiling, ambos completamente destruídos por artilharia chinesa em 1967, durante a Revolução Cultural. O mosteiro foi depois parcialmente restaurado. Abaixo destes edifícios encontra-se a Gompa Tsegu ("Mosteiro de Nove Andares"), que provavelmente foi originalmente um estabelecimento Bön. Tsegu ocupa vários terraços, que são acessíveis por escadas de mão, e contém muitas pinturas murais únicas, escurecidas por séculos de fumo.
O Tegla Kar foi possivelmente construído durante a dinastia Zhangzhung, um antigo reino do oeste e noroeste do Tibete que foi conquistado no início do século VII por Songtsen Gampo (m. c.  650), o fundador do Império Tibetano. O forte tornou-se a principal fortaleza do Reino de Burang no século X, durante o reinado de Kori, um dos dois filhos de Tashi Gon, rei de Guge. Acredita-se que o reino de Burang tenha durado até ao século XV.
Burang é a cidade de passagem para as viagens ao monte Kailash e lago Manasarovar, situados a norte, destinos de peregrinação importantes para as religiões bön, hinduísmo, jainisnmo e budismo. Na cosmologia tradicional dessas religiões, o monte Kailash é o centro do universo e a parikrama (circum-ambulação) em volta do Kailash e tomar banho do Manasarovar são atos de enorme relevância religiosa para os peregrinos.

## Geografia

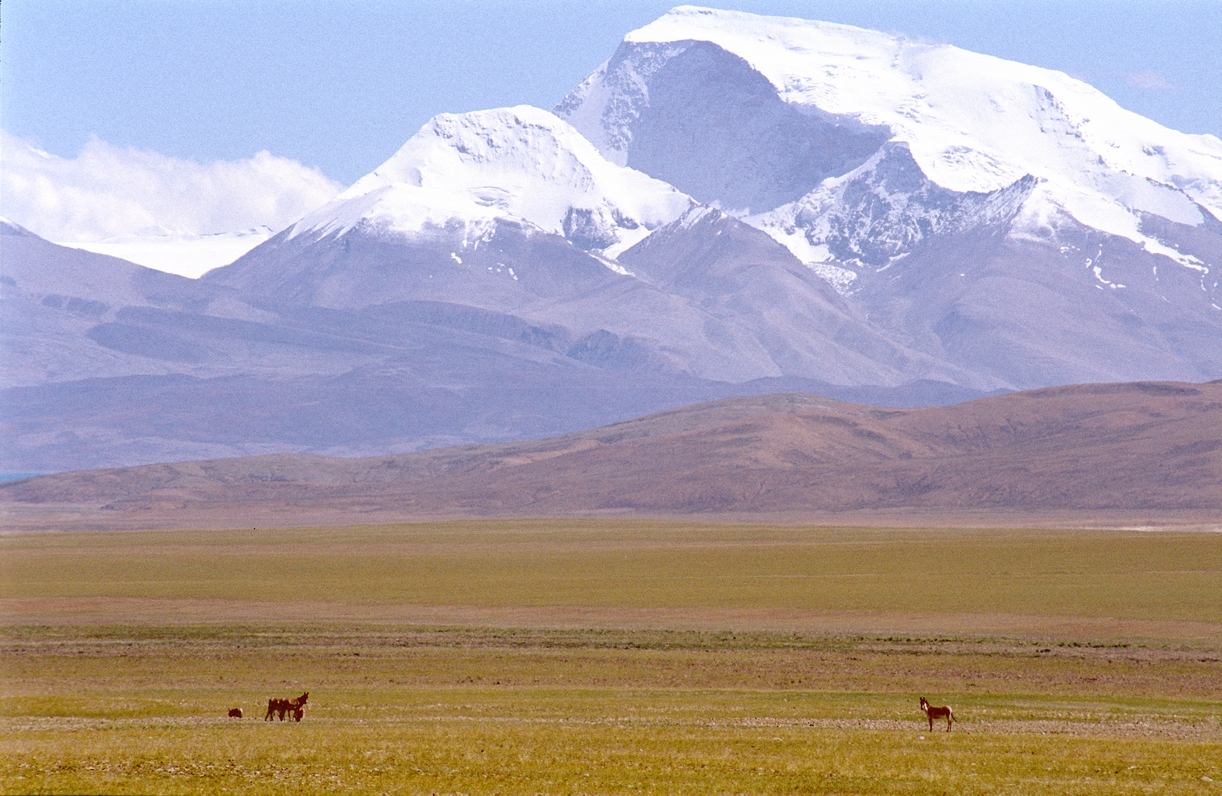
O maciço do Gurla Mandhata, situado a nordeste de Burang

A cidade situa-se a 4 755 metros de altitude, no vale do rio Karnali, a leste e norte do maciço montanhoso do Abi Gamin (7 355 m de altitude) e a sul do maciço do Gurla Mandhata (monte Namonanyi; 7 694 m). Os lagos lago Manasarovar e Rakshastal situam-se a norte da cidade, sensivelmente a meia distância do monte Kailash. A região é o nexo mitológico e real  dos Himalaias, com as nascentes dos três grandes rios do subcontinente indiano — o Indo, o Ganges e o Bramaputra (chamado Yarlung Tsangpo no Tibete) — situadas a menos de 110 km de Burang.
A nascente do Karnali, a chamada "Boca de Pavão", situa-se nos glaciares das encostas setentrionais dos Himalaias situadas 50 km a noroeste de Burang. A "Boca de Leão", nascente do Indo, situa-se 12Nkm a leste do monte Kailash e a "Boca de Elefante", nascente do Sutlej são os lagos Manasarovar e Rakshastal. A "Boca de Cavalo", nascente do Yarlung Tsangpo/Bramaputra situa-se cerca de 90 km a sudeste do lago Manasarovar.
Burang situa-se perto das fronteiras com a Índia e com o Nepal. A cidade fica a cerca de 22 km em linha reta (56 km por estrada) da fronteira nepalesa pela estrada que segue para sudeste ao longo do vale do Karnali. O posto fronteriço situa-se junto a Hilsa, no distrito nepalês de Humla da zona de Karnali. Entre Hilsa e Simikot, a capital do distrito de Humla, há uma estrada ao longo dum trilho histórico. Há também um posto fronteiriço com a Índia no passo de Lipulekh (5 200 de altitude), junto à tríplice fronteira Tibete-Índia-Nepal. Desse passo de montanha há um trilho pedestre que vai até Dharchula, no distrito de Pithoragarh.
A Estrada Nacional chinesa S207 liga Burang à Autoestrada Nacional G219, passando pelos lagos Rakshastal e Manasarovar. O cruzamento com a G219 situa-se 65 km a nordeste de Burang.

### Clima
Devido à sua altitude extrema, o clima de Burang é do tipo alpino (classificação de Köppen-Geiger ETH). Os invernos são gelados mas extremamente secos, enquanto que os verões são frios e chuvosos devido à influência dos ventos de monção, apesar dos influências convectivas sejam atenuadas e altitudes tão elevadas. As temperaturas mínimas ficam abaixo do ponto de congelação ao longo de todo o ano, enquanto que as máximas atingem os 10 °C apenas em maio, antes da monção fazer com que o verão seja mais nublado e mais frio. No verão são frequentes as trovoadas com chuva e até tempestades de neve.
| Dados climatológicos para Burang  | Dados climatológicos para Burang | Dados climatológicos para Burang | Dados climatológicos para Burang | Dados climatológicos para Burang | Dados climatológicos para Burang | Dados climatológicos para Burang | Dados climatológicos para Burang | Dados climatológicos para Burang | Dados climatológicos para Burang | Dados climatológicos para Burang | Dados climatológicos para Burang | Dados climatológicos para Burang | Dados climatológicos para Burang |
| Mês                               | Jan                              | Fev                              | Mar                              | Abr                              | Mai                              | Jun                              | Jul                              | Ago                              | Set                              | Out                              | Nov                              | Dez                              | Ano                              |
| --------------------------------- | -------------------------------- | -------------------------------- | -------------------------------- | -------------------------------- | -------------------------------- | -------------------------------- | -------------------------------- | -------------------------------- | -------------------------------- | -------------------------------- | -------------------------------- | -------------------------------- | -------------------------------- |
| Temperatura máxima média (°C)     | −7,7                             | −5,3                             | 1,3                              | 7,5                              | 10,6                             | 9,3                              | 4,6                              | 3,3                              | 3,7                              | 3,0                              | −1,3                             | −6,1                             | 10,6                             |
| Temperatura média (°C)            | −14,4                            | −12,1                            | −6,4                             | −0,5                             | 3,2                              | 3,5                              | 0,7                              | −0,1                             | −0,6                             | −3,5                             | −9,0                             | −13,1                            | −4,4                             |
| Temperatura mínima média (°C)     | −21,0                            | −18,9                            | −14,1                            | −8,4                             | −4,2                             | −2,3                             | −3,2                             | −3,5                             | −4,9                             | −10,0                            | −16,6                            | −20,1                            | −21,0                            |
| Precipitação (mm)                 | 3,2                              | 3,3                              | 3,6                              | 11,2                             | 28,5                             | 83,8                             | 103,1                            | 91,5                             | 75,2                             | 20,4                             | 3,8                              | 2,6                              | 430,2                            |
| Dias com precipitação (>= 0.1 mm) | 4,0                              | 4,1                              | 3,9                              | 6,8                              | 13,2                             | 18,8                             | 20,1                             | 19,3                             | 18,8                             | 8,1                              | 3,0                              | 2,8                              | 122,9                            |